# Libanonská komunistická strana

Vlajka Libanonské komunistické strany

Libanonská komunistická strana (arabsky الـحـزب الشـيـوعـي اللبـنـانـي, francouzsky Parti communiste libanais) je komunistická strana v Libanonu, kterou založil v říjnu roku 1924 intelektuál, novinář a spisovatel Joussef Ibrahim Jazbek. Jedná se o jednu z nejstarších libanonských politických stran.
Od svého založení byla několikrát úředně zakázána a stala se terčem útoků z mnoha stran kvůli její nejasné pozici v etnických a náboženských konfliktech.

## Historie
Na založení strany se podíleli vedle dělníků také studenti, akademičtí spisovatelé a novináři sympatizující s myšlenkami francouzské revoluce a marxistickou vizí antikolonialismu. V té době také používala krycí název Libanonská lidová strana z důvodu nátlaku ze strany francouzských koloniálních orgánů. V roce 1939 byla zakázána, nicméně v průběhu druhé světové války byla její činnost znovu povolena. Po určité období splynula se Syrskou komunistickou stranou.
Po vyhlášení nezávislosti Libanonu se neúspěšně zúčastnila parlamentních voleb. Roku 1948 byla znovu postavena mimo zákon. V padesátých letech zastávala zdrženlivý postoj k násirismu a arabskému socialismu, jelikož se obávala naprosté ztráty vlivu. V roce 1958 se zapojila do povstání proti prezidentu Šamúnovi. V roce 1965 rozhodlo vedení strany o vystoupení z izolace zapojením se do Libanonského národního hnutí ve spolupráci s Pokrokovou socialistickou stranou. Opětovné legalizace se dočkala roku 1970.
Začátkem sedmdesátých let zřídila dobře trénovanou milici, takzvanou Lidovou stráž. Ta se zapojila do bojů libanonské občanské války na straně převážně muslimských a palestinských sil, i když sama byla z velké části tvořena členy křesťanského původu. Proto bylo také v osmdesátých letech zavražděno mnoho komunistů islamistickým hnutím Tawhíd nebo Hizballáhem.
Ve volbách v roce 2005 strana získala určitý podíl voličských hlasů, kvůli volebnímu systému ale nezískala žádný mandát. Během druhé libanonské války v roce 2006 se postavila na odpor proti izraelské ofenzívě, aktivní byla především poblíž hraničních oblastí. Během bojů padlo údajně 12 komunistických milicionářů.

## Organizace
Libanonská komunistická strana je jednou z mála politických organizací v Libanonu sdružující členy a sympatizanty z rozdílných etnických a náboženských skupin. Nejsilnější pozice zastává na jihu země. Na obyvatelstvo se také snaží působit skrze zájmové spolky a organizace zahrnují Svaz libanonské demokratické mládeže, Výbor za ženská práva, Lidovou pomoc a Všeobecnou unii dělníků a zaměstnanců Libanonu.
Strana předpokládá počet členů zhruba na 5000.